# Hemitomes
Hemitomes é um género botânico pertencente à família Ericaceae. Também conhecidas como Planta Gnomo e Planta de Cone.
1. ↑  «Hemitomes — World Flora Online». www.worldfloraonline.org. Consultado em 19 de agosto de 2020